# ایشواریا منون
ایشواریا منون (انگلیسی: Iswarya Menon) بازیگر هندی است که بیشتر در فیلم‌های زبان تامیلی و تلوگو کار می‌کند.

## دوران ابتدایی زندگی و تحصیلات
خانوادهٔ ایشواریا منون، اهل چندامانگلام، کرالا هستند ولی او در ارود، تامیل نادو به دنیا آمد و بزرگ شد. او تحصیلات خود را در رشتهٔ مهندسی ابزار دقیق در انستیتو علوم و تکنولوژی اس آر ام (SRM) به پایان رساند.

## دوران شغلی
ایشواریا منون اولین بار در سینمای تامیل، با بازی در فیلم چگونه با عشق بمیرم ظاهر شد. او اولین حضور خود را در صنعت فیلم کنادا با بازی در فیلم داساوالا به کارگردانی ام اس رامش به انجام رساند. او در لیست بازیگران پرم برای فیلم معروف جوگی قرار گرفت. فیلم در روز ۱۱ اکتبر ۲۰۱۳ اکران شد و بازی او در نقش یک دختر دارای مشکل ذهنی، در مجموع مورد قبول عامه واقع شد.
اکران فیلم بعدی منون، فیلم تامیل دختر سیب بود. داستان این فیلم بر مبنای رابطهٔ یک مادر و دختر بود، که نقش دختر را ایشواریا و نقش مادر را روجا سلوامانی، بازی می‌کردند. او سپس در فیلم کمدی ترسناک کنادا، شیطان نامو (Namo Bhootatma) حضور یافت.
او در کنار بازیگر فهد فاضل، اولین بازی خود در فیلم‌های زبان مالایالم را در فیلم عاشقانه انبه‌های موسمیانجام داد، که نقش ریخا، «زن جوان مستقل و منطقی» را بازی می‌کند. او سپس در فیلم فیلم تامیل ۲ به کارگردانی سی.اس. امودان نقش آفرینی کرد.

## فیلم‌شناسی
| سال  | نام فیلم                        | نقش                   | زبان     | مرجع.  |
| ---- | ------------------------------- | --------------------- | -------- | ------ |
| ۲۰۱۲ | چگونه با عشق بمیرم              | شیوانی سریرام         | تامیل    |        |
| ۲۰۱۲ | شکست عشقی                       | شیوانی سریرام         | تلوگو    |        |
| ۲۰۱۳ | دختر سیب                        | کومالاولی             | تامیل    | [ ۱۶ ] |
| ۲۰۱۳ | کومار باید کار شیطانی انجام دهد | هارینی                | تامیل    |        |
| ۲۰۱۶ | انبه‌های موسمی                   | ریخا                  | مالایالم | [ ۱۷ ] |
| ۲۰۱۸ | قهرمان                          | رنوکا                 | تامیل    | [ ۱۸ ] |
| ۲۰۱۸ | فیلم تامیل ۲                    | رامیا/ گایاتری/کالیسی | تامیل    | [ ۱۹ ] |
| ۲۰۲۰ | وقتی می‌خندم                     | آنکیتها               | تامیل    | [ ۲۰ ] |
| ۲۰۲۲ | ماموت                           | لینا                  | تامیل    | [ ۲۱ ] |

مجموعه اینترنتی
| سال  | نام         | نقش     | زبان  | نکات          | مرجع.  |
| ---- | ----------- | ------- | ----- | ------------- | ------ |
| ۲۰۲۲ | تامیل راکرز | کیرتانا | تامیل | سونی ال آی وی | [ ۲۲ ] |